# Günter Bellmann
 Günter Bellmann  (* 1929 in Zodel) ist ein deutscher Philologe und ehemaliger Hochschullehrer.

## Leben
Von 1955 bis 1960 war er wissenschaftlicher Assistent am Institut für deutsche Sprache und Literatur der Deutschen Akademie der Wissenschaften in Berlin-Ost. Nach der Promotion in Leipzig 1959 war er von 1960 bis 1968 wissenschaftlicher Assistent am Forschungsinstitut für deutsche Sprache – Deutscher Sprachatlas Marburg. Nach der Habilitation 1968 für das Fach Deutsche Philologie in Marburg war er von 1968 bis 1971 beamteter Dozent in Marburg. Von 1971 bis 1997 lehrte er als H 4/C 4-Professor für Deutsche Sprachwissenschaft in Mainz. 1976 lehnte er den Ruf auf die H 4-Professur für germanistische Linguistik und Philologie in Marburg ab.

## Schriften (Auswahl)
- Mundart und Umgangssprache in der Oberlausitz. Sprachgeographische und sprachgeschichtliche Untersuchungen zwischen Schwarzwasser und Lausitzer Neiße. Marburg 1961, OCLC 499545863.
- mit Joachim Göschel: Tonbandaufnahme ostdeutscher Mundarten 1962 bis 1965. Gesamtkatalog. Marburg 1970, ISBN 3-7708-0144-X.
- Slavoteutonica. Lexikalische Untersuchungen zum slawisch-deutschen Sprachkontakt im Ostmitteldeutschen. Berlin 1971, ISBN 3-11-003344-5.
- Pronomen und Korrektur. Zur Pragmalinguistik der persönlichen Referenzformen. Berlin 1990, ISBN 3-11-012401-7.